# 9446 Cicero
9446 Cicero è un asteroide della fascia principale. Scoperto nel 1997, presenta un'orbita caratterizzata da un semiasse maggiore pari a 3,1680723 UA e da un'eccentricità di 0,1272131, inclinata di 1,48977° rispetto all'eclittica.